# 半导体IP核
IP核，全称知识产权核（英語：Semiconductor intellectual property core, IP），是在集成电路的可重用设计方法学中，指某一方提供的逻辑单元、芯片设计的可重用模組。
IP核通常已经通过了设计验证，设计人员以IP核为基础进行设计，可以缩短设计所需的周期。IP核可以通过协议由一方提供给另一方，或由一方独自占有。IP核的概念源于产品设计的专利证书和源代码的版权等。设计人员能够以IP核为基础进行特殊應用積體電路或现场可编程逻辑门阵列的逻辑设计，以减少设计周期。
IP核分为软核、硬核和固核。软核通常是与工艺无关、具有寄存器传输级硬件描述语言描述的设计代码，可以进行后续设计；硬核是前者通过逻辑综合、布局、布线之后的一系列表征文件，具有特定的工艺形式、物理实现方式；固核则通常介于上面两者之间，它已经通过功能验证、时序分析等过程，设计人员可以以逻辑门级网表的形式获取。